# Свободный (космодром)
Свобо́дный — космодром, расположенный в Амурской области Российской Федерации — России, в 10 километрах северо-восточнее города Циолковский (бывший Углегорск).
Правильное полное наименование — 2-й Государственный испытательный космодром Министерства обороны Российской Федерации.
За всё время существования космодрома здесь было произведено пять запусков ракет (данные на апрель 2006). Из них последний — 25 апреля 2006 года. С 2007 года не функционирует.

## Описание
Географические координаты космодрома — 51°49′ с. ш. 128°18′ в. д.. С точки зрения широты Свободный расположен удачнее космодрома в Плесецке (62°57' с. ш.), но хуже Байконура (45°57' с. ш.).
Площадь — 410 км². Численность персонала и населения города Углегорск (до 1994 года город назывался Свободный-18, с 2015 года называется Циолковский) — около 5 тысяч человек.

## История
Вопрос о необходимости создания и выборе места расположения нового российского космодрома был поставлен Военно-космическими силами перед руководством Минобороны России в конце 1992 года. Основной причиной послужило то, что в результате распада СССР космодром Байконур оказался вне территории России. Если запуски КА ракетами-носителями лёгкого и среднего классов можно было осуществлять с космодрома Плесецк, то особую остроту имел вопрос запусков ракет-носителей тяжёлого класса. Стартовые комплексы РН «Протон» имелись только на Байконуре.
На основе проведённого анализа территории России комиссия пришла к выводу, что потенциально пригодными для реализации поставленных задач являются только южные районы дальневосточного региона и острова Сахалин. Несмотря на столь значительную территорию России, более близких к европейской части России мест, пригодных для размещения космодрома, не имелось. Недостатком такого подхода являлась значительная удалённость от основных мощностей космической промышленности России. На заключительном этапе работы комиссии была проведена окончательная оценка, с выездом в районы выбранных мест, в результате которой в качестве места расположения нового российского космодрома по критерию эффективность/стоимость был выбран район города Свободный Амурской области.
Первым начальником космодрома (первоначально Главного испытательного центра) стал генерал-майор А.Н. Винидиктов. Он был командиром расформированной 27-й ракетной Краснознамённой дивизии РВСН СССР, на базе которой и был создан космодром.
Позиционный район дивизии с центром в посёлке Углегорск Свободненского района Амурской области был построен в 1964—1970 годах для боевого дежурства баллистических ракет РС-10. В 1993 её объекты были переданы в состав военно-космических сил.
1 марта 1996 года указом президента здесь был образован 2-й Государственный испытательный космодром Минобороны России.
4 марта 1997 года стартом ракеты-носителя «Старт 1.2» с космическим аппаратом «Зея» на борту началась история российского космодрома «Свободный». Запуск был осуществлен с мобильной пусковой установки типа «Тополь».
Начавшаяся в 1999 году реконструкция инфраструктуры космодрома из-за проблем с финансированием затянулась на несколько лет. В 1999 году был подписан указ о строительстве на космодроме ракетно-пускового комплекса для ракеты-носителя «Стрела». Запуск комплекса несколько раз переносился.

### Хронология запусков
| Дата            | Ракета-носитель | Космический аппарат | Тип спутника        |
| --------------- | --------------- | ------------------- | ------------------- |
| 4 марта 1997    | Старт-1         | Зея                 | военный             |
| 24 декабря 1997 | Старт-1         | Early Bird (США)    | двойного назначения |
| 5 декабря 2000  | Старт-1         | EROS-А1 (Израиль)   | двойного назначения |
| 20 февраля 2001 | Старт-1         | О́дин-1 (Швеция)     | научный             |
| 25 апреля 2006  | Старт-1         | EROS-B (Израиль)    | двойного назначения |

## Инфраструктура
- 5 шахтных пусковых установок МБР РС-18
- площадка для пуска ракет-носителей Старт и Старт-1.

## Планы
С космодрома планировалось запускать проектируемые ракеты-носители тяжёлого класса «Ангара», с повышенными требованиями к экологической безопасности.
В начале 2004 года начальник космодрома полковник Владимир Дмитриевич Тюрин (пришёл на смену А.Н. Винидиктову в 2001 году) заявил, что до 2007 года не планируется проводить запуски ракет с космодрома. По его словам, это связано с тем, что ракетный комплекс «Стрела» не прошёл государственную экологическую экспертизу. Проблемой стал гептил — ракетное топливо с высокой токсичностью. Правда, в марте 2005 года было заявлено о планах запуска с космодрома Свободный израильского спутника EROS-2 с помощью ракеты-носителя «Старт-1» в четвёртом квартале 2005 года.
В ночь на 26 апреля 2006 года с космодрома был запущен израильский разведывательный спутник EROS-В1, который используется министерством обороны Израиля для круглосуточного наблюдения за Ираном. Это уже второй израильский аппарат, запущенный с космодрома Свободный. Первый, EROS-А1, стартовал в декабре 2000 года. Израиль заявил о намерении продолжить космическое сотрудничество с Россией — в конце 2006 — начале 2007 года предстоит запуск нового аппарата EROS-С1.
По имеющимся сообщениям, в июне 2005 года на заседании Совета безопасности России было решено в рамках сокращения вооружённых сил ликвидировать и космодром Свободный ввиду малой интенсивности запусков и недостаточного финансирования. Планируется продолжить эксплуатацию лишь измерительных средств космодрома в интересах стартующих с Байконура аппаратов. В январе 2007 года эти планы подтвердил командующий Космическими войсками России Владимир Поповкин.
В марте 2007 года о закрытии космодрома заявил губернатор Амурской области Леонид Коротков.
Осенью 2007 года появились сообщения о планах создания до 2018 года в Амурской области нового космодрома «Восточный», первый успешный пуск с космодрома состоялся в 2016-м году. Космодром был построен вместе с новой инфраструктурой, в 8 км от «Свободного», а все военные запуски стали производиться из Плесецка. Административным и жилым центром нового космодрома стал город Циолковский, находящийся на месте бывшего города Свободный-18 (Углегорска).